# ایمیل‌هایی که نمی‌توانم بفرستم
ایمیل‌هایی که نمی‌توانم بفرستم (انگلیسی: Emails I Can't Send) پنجمین آلبوم استودیویی از سابرینا کارپنتر، خوانندهٔ اهل ایالات متحده آمریکا است. این آلبوم در ۱۵ ژوئیهٔ ۲۰۲۲ به‌عنوان نخستین آلبوم کارپنتر تحت برچسب آیلند رکوردز منتشر شد. این آلبوم به‌طور کلی در سبک پاپ، فولک پاپ، دنس پاپ، الکتروپاپ و آلترناتیو پاپ تهیه شده است و شامل عناصری از قصه‌گویی با زمینه‌ای پیرامون ایمیل‌هایی است که کارپنتر نوشته است، اما آن‌ها را ارسال نکرده است.
این آلبوم به‌همراه پنج تک‌آهنگ منتشر شد – «اسکینی دیپینگ»، «زمان‌های سریع»، «بدجنس»، «چون از یه پسری خوشم میومد» و «مزخرف». برای تبلیغ این آلبوم، کارپنتر در سپتامبر ۲۰۲۲ عازم تور کنسرت ایمیل‌هایی که نمی‌توانم بفرستم شد. یک نسخهٔ دیلوکس از این آلبوم با نام ایمیل‌هایی که نمی‌توانم برای دیگران بفرستم، در سال ۲۰۲۳ منتشر شد که شامل تک‌آهنگ «پَر» می‌شد. این آلبوم در جدول‌های موسیقی آرژانتین، استرالیا، ایرلند، هلند، نیوزیلند و ایالات متحده در میان ۳۰ آلبوم برتر قرار گرفت و با نقدهای عمدتاً مثبت منتقدان موسیقی روبرو شد و از سوی رولینگ استون و بیلبورد در میان بهترین آلبوم‌های ۲۰۲۲ قرار گرفت.

## توسعه

### پس‌زمینه
در ژوئن ۲۰۱۹، کارپنتر در حین تبلیغ چهارمین آلبوم استودیویی خود "منحصربه‌فرد: پرده دوم" به مجله "ماری کلر" فاش کرد که کار روی پنجمین آلبوم استودیویی را آغاز کرده است. در سال ۲۰۲۰، او تک‌آهنگ مستقل «ماه عسل محو می‌شود» را منتشر کرد و آواز خود را برای موسیقی متن «ابرها» قرض داد.
در ژانویه ۲۰۲۱، پس از چهار آلبوم با هالیوود رکوردز، گزارش شد که کارپنتر با آیلند رکوردز قرارداد بسته است. او خاطرنشان کرد که این "مکان عالی برای [او] برای شروع فصل بعدی حرفه موسیقی و تکامل [او] به عنوان یک هنرمند" بود. اولین انتشار او در پایان ماه با "پوست منتشر شد که در ۱۰۰ تک‌آهنگ داغ "بیلبورد" در رتبه ۴۸ قرار گرفت و اولین ورودی او در جدول بود.
در سپتامبر همان سال، کارپنتر به «تین وگ» گزارش داد که بسیاری از آهنگ‌های آلبوم از طریق ایمیل‌هایی نوشته شده است که او برای خودش نوشته است، مانند آهنگی که او قبلاً در ۷ اوت با شرح «اینترو» به اشتراک گذاشته بود، که بعداً به عنوان آهنگ عنوان آلبوم فاش شد. او همچنین فاش کرد که ضبط آلبوم را در شهر نیویورک با جولیا مایکلز، جی‌پی ساکس، جان رایان و لروی کلمپیت، پس از نقل مکان به منطقه اقتصادی منهتن در ژوئن همان سال به پایان رسانده است.

### انتشار
کارپنتر در «برنامه امشب با اجرای جیمی فلن» ظاهر شد و در آنجا تأیید کرد که این آلبوم در سال ۲۰۲۲ منتشر می‌شود و اینکه عنوان آلبوم در آثار منتشر شده در سال قبل پنهان است. سرنخ نام آلبوم در موزیک ویدیوی «اسکینی دیپینگ» در عکسی بود که این نام در یک بازی اسکربل ظاهر می‌شد.
آلبوم در ۱۵ ژوئیه ۲۰۲۲ منتشر شد.  در ۱۷ مارس ۲۰۲۳، کارپنتر نسخه دلوکس این آلبوم را منتشر کرد.

## فهرست قطعات
| ایمیل‌هایی که نمی‌توانم بفرستم – نسخه‌ی استاندارد | ایمیل‌هایی که نمی‌توانم بفرستم – نسخه‌ی استاندارد | ایمیل‌هایی که نمی‌توانم بفرستم – نسخه‌ی استاندارد | ایمیل‌هایی که نمی‌توانم بفرستم – نسخه‌ی استاندارد | ایمیل‌هایی که نمی‌توانم بفرستم – نسخه‌ی استاندارد | ایمیل‌هایی که نمی‌توانم بفرستم – نسخه‌ی استاندارد |
| شماره                                          | نام                                            | سراینده                                        | آهنگساز                                        | تهیه‌کننده(ها)                                  | مدت                                            |
| ---------------------------------------------- | ---------------------------------------------- | ---------------------------------------------- | ---------------------------------------------- | ---------------------------------------------- | ---------------------------------------------- |
| ۱.                                             | «ایمیل‌هایی که نمی‌توانم بفرستم»                 | سابرینا کارپنتر                                | جولیا مایکلز جی‌پی ساکس                         | لروی کلمپیت                                    | ۱:۴۴                                           |
| ۲.                                             | «بدجنس»                                        | کارپنتر ایمی آلن                               | جیسون اویگان                                   | اویگان[a]                                      | ۲:۲۹                                           |
| ۳.                                             | «ذهنت رو می‌خونم»                               | کارپنتر اسکایلر استونستریت                     | کلمپیت                                         | کلمپیت                                         | ۳:۲۷                                           |
| ۴.                                             | «هشدارهای گردباد»                              | کارپنتر مایکلز                                 | ساکس یورگن اودگارد                             | اودگارد                                        | ۳:۲۴                                           |
| ۵.                                             | «چون یه پسری رو دوست داشتم»                    | کارپنتر مایکلز                                 | جان رایان مایکلز ساکس                          | رایان                                          | ۳:۱۶                                           |
| ۶.                                             | «در حال حاضر تموم‌شده»                          | کارپنتر مایکلز                                 | رایان مایکلز ساکس                              | رایان                                          | ۲:۵۰                                           |
| ۷.                                             | «چند چیز»                                      | کارپنتر                                        | ساکس رایان مارون                               | مارون                                          | ۴:۰۳                                           |
| ۸.                                             | «شرط می‌بندم که می‌خوای»                         | کارپنتر استف جونز                              | جولیان بونتا کلمپیت                            | بونتا کلمپیت                                   | ۳:۱۱                                           |
| ۹.                                             | «مزخرف»                                        | کارپنتر جونز                                   | بونتا                                          | بونتا                                          | ۲:۴۳                                           |
| ۱۰.                                            | «زمان‌های سریع»                                 | کارپنتر مایکلز                                 | رایان مایکلز ساکس                              | رایان                                          | ۲:۵۴                                           |
| ۱۱.                                            | «اسکینی دیپینگ»                                | کارپنتر مایکلز                                 | کلمپیت مایکلز ساکس                             | کلمپیت                                         | ۲:۵۷                                           |
| ۱۲.                                            | «بد برای کار»                                  | کارپنتر جونز                                   | کلمپیت جونز                                    | کلمپیت                                         | ۳:۰۸                                           |
| ۱۳.                                            | «رمزگشایی»                                     | کارپنتر مایکلز                                 | رایان مایکلز ساکس                              | رایان                                          | ۳:۰۸                                           |
| مجموع مدت:                                     | مجموع مدت:                                     | مجموع مدت:                                     | مجموع مدت:                                     | مجموع مدت:                                     | ۳۹:۱۴                                          |

| ایمیل‌هایی که نمی‌توانم بفرستم Fwd: – نسخه‌ی لوکس (قطعات جایزه) | ایمیل‌هایی که نمی‌توانم بفرستم Fwd: – نسخه‌ی لوکس (قطعات جایزه) | ایمیل‌هایی که نمی‌توانم بفرستم Fwd: – نسخه‌ی لوکس (قطعات جایزه) | ایمیل‌هایی که نمی‌توانم بفرستم Fwd: – نسخه‌ی لوکس (قطعات جایزه) | ایمیل‌هایی که نمی‌توانم بفرستم Fwd: – نسخه‌ی لوکس (قطعات جایزه) | ایمیل‌هایی که نمی‌توانم بفرستم Fwd: – نسخه‌ی لوکس (قطعات جایزه) |
| شماره                                                        | نام                                                          | سراینده                                                      | آهنگساز                                                      | تهیه‌کننده(ها)                                                | مدت                                                          |
| ------------------------------------------------------------ | ------------------------------------------------------------ | ------------------------------------------------------------ | ------------------------------------------------------------ | ------------------------------------------------------------ | ------------------------------------------------------------ |
| ۱۴.                                                          | «در مقابل»                                                   | کارپنتر آلن                                                  | لاست‌بوی                                                      | لاست‌بوی                                                      | ۲:۴۸                                                         |
| ۱۵.                                                          | «پر»                                                         | کارپنتر آلن                                                  | رایان                                                        | رایان                                                        | ۳:۰۵                                                         |
| ۱۶.                                                          | «تنها و بی‌کس»                                                | کارپنتر استون‌استریت                                          | کلمپیت                                                       | کلمپیت                                                       | ۳:۰۷                                                         |
| ۱۷.                                                          | «چیزهایی که ای کاش می گفتی»                                  | کارپنتر جونز                                                 | کلمپیت                                                       | کلمپیت                                                       | ۲:۴۲                                                         |
| مجموع مدت:                                                   | مجموع مدت:                                                   | مجموع مدت:                                                   | مجموع مدت:                                                   | مجموع مدت:                                                   | ۵۰:۵۶                                                        |

Notes
- ^  به معنای تهیه کننده و تولید کننده آواز است